# Андорра на літніх Олімпійських іграх 1996
Андорра брала участь у Літніх Олімпійських іграх 1996 року в Атланті (США), але не завоювала жодної медалі. Країну представляли 8 спортсменів у 5 видах спорту.